# Great Brook
Der Great Brook ist ein Nebenarm der Themse in Oxfordshire. Der Great Brook beginnt als Radcot Cut südlich von Kelmscott. Er fließt in östlicher Richtung. Nördlich der Tadpole Bridge wird der Radcot Cut kanalisiert und wechselt seinen Namen zu Great Brook.